# Deziluze (festival)
Deziluze je neziskový multižánrový festival, probíhající počátkem léta v Březnici na Příbramsku; krom hudební produkce přináší divadlo, výstavy a workshopy. V dlouhodobém horizontu se zasazuje o podporu nezávislé alternativní kultury. Na scénu přivádí dosud méně známé kapely („ještě před tím, než jsou cool“), vystavující umělce či divadelní soubory.
Chod Deziluze zajišťuje neustále se obměňující kolektiv nadšenců-dobrovolníků, v důsledku čehož se každý ročník zcela odlišuje od předchozích, ač se nese ve stejném duchu. Finančně se na chodu podílí ministerstvo kultury, státní fond kultury i Středočeský kraj.
Devátý ročník, rozvržený od 24. do 26. června, se koná v barokním areálu místního pivovaru (zde již potřetí); tematizuje čas-o-prostor. Mezi pozvanými figuruje raperka Arleta, kapela Gondor Flames, duo Terra & Kewu nebo rapová skupina Obrben.